# Arbitrator
Arbitrator ist eine russische Thrash-Metal-Band aus Kirow, die im Jahr 1994 gegründet wurde.

## Geschichte

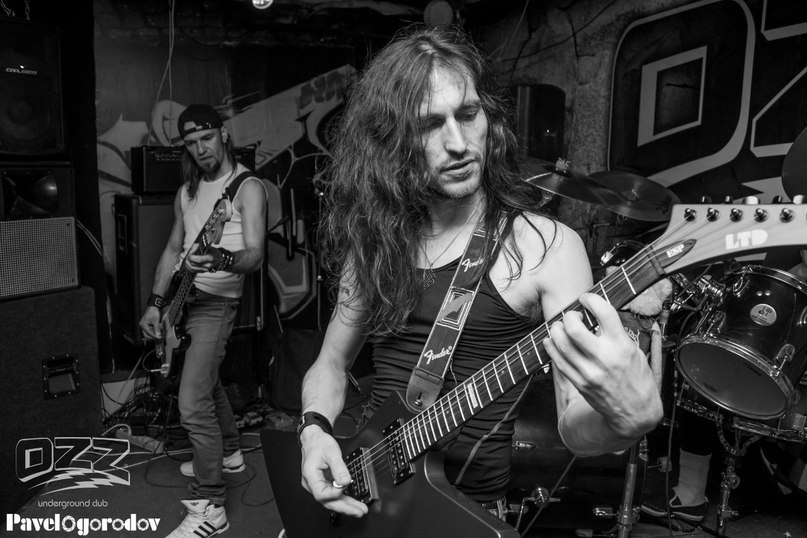

Die Band wurde am 16. Januar 1994 von Gitarrist und Sänger Alex „Lonewolf“ Wolf, Schlagzeuger Tormentor und Bassist Axel gegründet. Nachdem Sänger Lice im März zur Band gekommen war, begannen die Arbeiten zu den ersten Liedern. Am 16. Dezember schloss sich der erste Live-Auftritt an. Im Februar 1995 verließ Tormentor die Band und wurde ein paar Tage später durch Schlagzeuger Blacksmith ersetzt. Vom Sommer bis Herbst folgten die weitere Auftritte und ein erstes Demo wurde aufgenommen. Im Sommer 1996 verließen Bassist Axel und Sänger Lice die Band. Die Besetzung bestand dann aus Sänger und Gitarrist Wolf, Schlagzeuger Blacksmith und Bassist Nick. Im Dezember musste Schlagzeuger Blacksmith aufgrund eines Alkoholproblems die Band verlassen. Nachdem Andrew als neuer Schlagzeuger zur Band gekommen war, begab sich die Band im August 1998 in das Rocka-Rolla Studio, um ihr Debütalbum Kill Their Religion zusammenzustellen und zu mastern. Das Album erschien über Blacksmith Productions. Im September trat die Band auf dem Death Panorama Fest in Perm auf. Im Jahr 1999 verließen Andrew und Nick die Band und wurden kurz darauf durch Schlagzeuger Alex und Bassist Den ersetzt. Vom Frühling bis Herbst 2000 hielt die Band diverse Auftritte ab. Am 6. April spielte die Band zusammen mit der russischen Thrash-Metal-Band Мастер. Am 23. Mai 2001 begab sich die Band ins Studio Profy Line Studio, um das zweite Album Voice of the Dead aufzunehmen. Im April 2002 verließen Alex und Den die Band und wurden daraufhin durch Bassist Johann und Schlagzeuger Igor ersetzt. Voice of the Dead erschien im Juli 2004 über Metalism Records, Soyuz Records und MetalAgen (letztgenannte zuvor u. a. das Label von Mortifer). Am 29. Januar 2005 folgte der letzte Auftritt mit der bisherigen Besetzung. Am 18. Juni begann Wolf mit den Aufnahmen zum nächsten Album. Die Aufnahmen fanden in seinem eigenen Studio im Moscow Gates Studio in Sankt Petersburg statt. Nachdem Igor seinen Teil eingespielt hatte, verließ er die Band. Johann verließ die Band ebenfalls, sodass Wolf die Bassspur selbst einspielen musste. Igor wurde daraufhin durch Pusher ersetzt, Johann trat der Band im Dezember 2006 wieder bei. Am 28. April 2007 folgte der nächste Auftritt zusammen mit Hate. Im Mai erschien Children of Apocalypse über Metalism Records. Danach folgten diverse Auftritte und die Gruppe arbeitete an neuen Liedern. Im Juli 2008 verließ Pusher die Band und wurde durch Schlagzeuger K.Z. ersetzt. Mit dieser Besetzung folgten Auftritte in Moskau, Jaroslawl, Nischni Nowgorod und Ischewsk. Von Mai bis August 2009 nahm die Band ihr viertes Album Peace by Force auf. Das Album erschien im April 2010 bei Thrash Massacre Records. K.Z. verließ die Band und wurde durch den wieder zurückkehrenden Pusher ersetzt, der als Session-Schlagzeuger einsprang. Im April hielt die Band eine Tour ab, um zusammen mit der Band Tantal das Album zu bewerben. Im Juli schloss sich außerdem zusammen mit Megadeth ein Auftritt in Moskau an. Im Juli 2011 kehrte Schlagzeuger Igor wieder zurück zur Band.

## Stil
Die Band spielt klassischen, aggressiven Thrash Metal, der sich mit den Werken von Kreator und alten Metallica vergleichen lässt.

## Diskografie
- Kill Their Religion (Album, 1998, Blacksmith Productions)
- Voice of the Dead (Album, 2004, Metalism Records/Soyuz Records/MetalAgen)
- Children of Apocalypse (Album, 2007, Metalism Records)
- Peace by Force (Album, 2010, Thrash Massacre Records)
- Wild Thrash Brigade (Kompilation, 2011, Old Goat Corpse Productions)